# Беневидис

Беневидис на карте штата.

Беневидис (порт. Benevides) — муниципалитет в Бразилии, входит в штат Пара. Составная часть мезорегиона Агломерация Белен. Входит в экономико-статистический микрорегион Белен. Население составляет 51 651 человек на 2010 год. Занимает площадь 187,826 км². Плотность населения — 274,99 чел./км².

## Демография
Согласно сведениям, собранным в ходе переписи 2010 г. Национальным институтом географии и статистики (IBGE), население муниципалитета составляет:
| Полное население                               | Полное население                               | Полное население                               | Полное население                               | 51 651 |
| ---------------------------------------------- | ---------------------------------------------- | ---------------------------------------------- | ---------------------------------------------- | ------ |
| в том числе:                                   | Городское население                            | 28 912                                         | Процент городского населения, %                | 55,98  |
|                                                | Сельское население                             | 22 739                                         | Процент сельского населения, %                 | 44,02  |
|                                                | Мужское население                              | 25 815                                         | Процент мужского населения, %                  | 49,98  |
|                                                | Женское население                              | 25 836                                         | Процент женского населения, %                  | 50,02  |
| Плотность населения, чел/км²                   | Плотность населения, чел/км²                   | Плотность населения, чел/км²                   | Плотность населения, чел/км²                   | 274,99 |
| Население муниципалитета в % к населению штата | Население муниципалитета в % к населению штата | Население муниципалитета в % к населению штата | Население муниципалитета в % к населению штата | 0,68   |

По данным оценки 2015 года население муниципалитета составляет 58 637 жителей.

## Статистика
- Валовой внутренний продукт на 2003 год составляет 129 024 891,00 реалов (данные: Бразильский институт географии и статистики).
- Валовой внутренний продукт на душу населения на 2003 год составляет 3140,59 реалов (данные: Бразильский институт географии и статистики).
- Индекс развития человеческого потенциала на 2000 год составляет 0,711 (данные: Программа развития ООН).

## География
Климат местности: экваториальный. В соответствии с классификацией Кёппена, климат относится к категории Am.

## Административное деление
Муниципалитет состоит из 2 дистриктов:
| № | Наименование дистрикта | Наименование дистрикта (порт.) | Территория, км² | Население, чел.(2010) | Население, чел.(2010) | Население, чел.(2010) | Плотность, чел./км² | Код дистрикта |
| № | Наименование дистрикта | Наименование дистрикта (порт.) | Территория, км² | всего                 | городское             | сельское              | Плотность, чел./км² | Код дистрикта |
| 1 | Беневидис              | Benevides                      | 85              | 29 060                | 26 168                | 2892                  | 341,88              | 150150105     |
| 2 | Бенфика                | Benfica                        | 102,83          | 22 591                | 2744                  | 19 847                | 219,69              | 150150110     |

## Важнейшие населенные пункты
| № | Населённый пункт | Населённый пункт (порт.) | Категория | Население чел. (2010) | На карте                       |
| - | ---------------- | ------------------------ | --------- | --------------------- | ------------------------------ |
| 1 | Беневидис        | Benevides                | город     | 26 168                | 1°21′49″ ю. ш. 48°14′40″ з. д. |
| 2 | Муринин          | Murinim                  | поселок   | 8189                  | 1°17′15″ ю. ш. 48°19′15″ з. д. |
| 3 | Бенфика          | Benfica                  | поселок   | 2744                  | 1°18′29″ ю. ш. 48°18′17″ з. д. |
| 4 | Санта-Мария      | Santa Maria              | поселок   | 2173                  | 1°20′22″ ю. ш. 48°17′23″ з. д. |
| 5 | Канутама         | Canutama                 | поселок   | 1577                  | 1°21′36″ ю. ш. 48°15′49″ з. д. |
| 6 | Бакабейра        | Bacabeira                | поселок   | 526                   | 1°18′35″ ю. ш. 48°13′18″ з. д. |
| 7 | Кампестри        | Campestre                | поселок   | 487                   | 1°21′41″ ю. ш. 48°16′32″ з. д. |